# Drs. P Trofee
De Drs. P Trofee is een onderscheiding voor een auteur of kunstenaar die "werkt in de vrolijke en vrijzinnige traditie van Drs. P". De prijs wordt uitgereikt door de stichting Heen- en Weerschap.

## Geschiedenis
In 2019 werd de prijs in het leven geroepen door het Heen- en Weerschap. Deze organisatie beheert het literaire nalatenschap van de in 2015 overleden Drs. P. Drs. P schreef lichtvoetige teksten die vakkundig goed in elkaar staken. Om de mensen die in zijn humoristische, vrolijke en vrijzinnige geest werken te waarderen is de trofee in het leven geroepen. Een serieuze prijs voor auteurs of kunstenaars die zichzelf niet al te serieus nemen en met "humor de Nederlandse taal gebruiken of verrijken".

## Prijs
De prijs bestaat uit een beeldje van het hoofd van Drs. P (gemaakt door Griet de Bock) samen met een geldbedrag dat gelijkstaat aan het jaar van uitreiking. In 2024 kreeg Brigitte Kaandorp dus 2024 euro, Wim T. Schippers in 2022 2.022 euro.

## Winnaars
Winnaars van de Drs. P Trofee zijn:
- 2019: Midas Dekkers - "in zijn rijke werken reikt Midas Dekkers naar het hoogst denkbare: de combinatie van waar en leuk"[3][8]
- 2022: Wim T. Schippers[6][7][1]
- 2023: Hugo Matthysen[2]
- 2024: Brigitte Kaandorp - "artiest die in haar werk de vrijmoedig-anarchistische traditie van Drs. P met flair vertegenwoordigt en uitdraagt"[1][9][10]